# فيروز أباد (زاز الشرقي)
فیروز أباد (بالإنجليزية: Firuzabad, Zaz va Mahru)‏ هي منطقة سكنية تقع في إيران في قسم زاز الشرقي الریفي. يقدر عدد سكانها بـ 237 نسمة .